# Clan Wallace
Wallace ist der Name eines schottischen Clans, der aus Ayrshire und Renfrewshire stammt, wo er seit dem 12. Jahrhundert vertreten ist.

## Geschichte
Der Name stammt möglicherweise von einem lateinischen Wort für „Walisisch“. Der bekannteste Sohn des Clans war der schottische Freiheitskämpfer William Wallace, der im späten 13. und frühen 14. Jahrhundert an der Seite Robert the Bruce’ gegen die Engländer kämpfte, kurz Schottland regierte und am Ende verraten wurde. Er wird auch in einer inoffiziellen schottischen Nationalhymne besungen (Scots wha hae wi’ Wallace bled).
Das Motto des Clans lautet entsprechend Pro libertate („Für die Freiheit“).

## Bilder

Clan-Abzeichen mit Motto
Wappen der Wallace
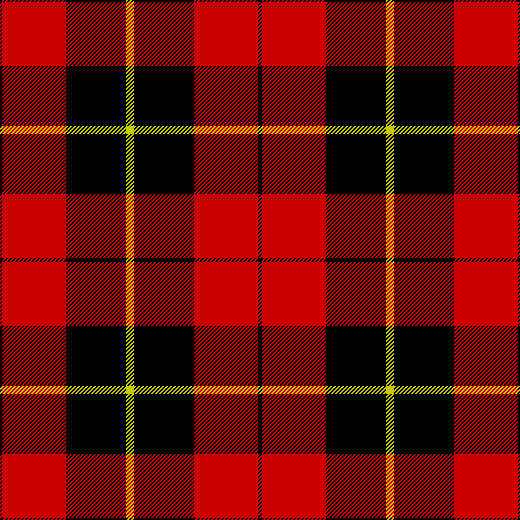
Tartan